# Bermudas en los Juegos Olímpicos de Salt Lake City 2002
Las Bermudas estuvieron representadas en los Juegos Olímpicos de Salt Lake City 2002 por un deportista masculino que compitió en luge.
El portador de la bandera en la ceremonia de apertura fue el piloto de luge y skeleton Patrick Singleton. El equipo olímpico bermudeño no obtuvo ninguna medalla en estos Juegos.